# Zebravogelspin
De zebravogelspin (Aphonopelma seemanni) is een spin, die behoort tot de vogelspinnen. De soort komt voor in wouden in Midden-Amerika. De zwarte spin heeft zwart met witgestreepte poten, vandaar de naam 'zebravogelspin'. De spinnen worden inclusief poten 10 tot 13 cm groot. De vrouwtjes worden maximaal 20 jaar oud, terwijl de mannetjes daarentegen hoogstens vijf jaar halen. In het wild eten ze insecten, vooral kakkerlakken. In gevangenschap kunnen ze worden gevoerd met krekels.